# Pedro Ríos
Pedro Ríos Maestre (ur. 12 grudnia 1981 w Jerez de la Frontera) – hiszpański piłkarz występujący na pozycji pomocnika w Córdobie.